# Jimmy Kimmel
James Christian Kimmel, detto Jimmy (New York, 13 novembre 1967), è un conduttore televisivo, comico, attore e produttore televisivo statunitense con cittadinanza italiana.
È il conduttore e produttore esecutivo del Jimmy Kimmel Live!, un talk show serale in onda su ABC dal 2003. Kimmel ha anche presentato gli Emmy Award nel 2012 e nel 2016 oltre agli Academy Award nel 2017, nel 2018, nel 2023 e nel 2024. Prima di condurre il suo show è stato co-conduttore dei programmi televisivi The Man Show (con Adam Carolla) e Win Ben Stein's Money (con Ben Stein), e come conduttore del Jimmy Kimmel Live!.

## Biografia
(Sua dichiarazione)
Jimmy è nato a Brooklyn, New York, e cresciuto nel quartiere di Mill Basin come figlio maggiore di tre fratelli da Joan Iacono, casalinga, e James John Kimmel, che ha lavorato alla American Express ed è stato dirigente IBM.

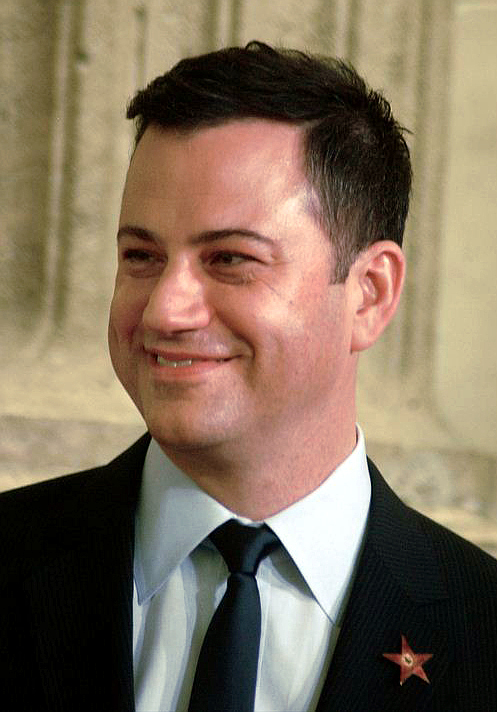
Jimmy Kimmel alla cerimonia per ricevere la stella della Hollywood Walk of Fame nel 2013

È cattolico e da bambino è anche stato chierichetto. Sua madre ha origini italiane (la famiglia della madre proviene da Casamicciola Terme)  mentre suo padre tedesche, tanto che il suo cognome era "Kümmel" diverse generazioni fa. Quando aveva nove anni la sua famiglia si è trasferita a Las Vegas, Nevada. Si è diplomato alla Ed W. Clark High School ed ha frequentato per un anno la University of Nevada, Las Vegas e per due anni la Arizona State University. Dalla prima, ha ricevuto una laurea honoris-causa nel 2013.
Collabora anche con molti membri della sua famiglia. Come suo zio, Frank Potenza ("Zio Frank"), ospite regolare al suo Jimmy Kimmel Live! dal 2003 fino alla sua morte nel 2011. Suo cugino, Sal Iacono, è scrittore e comico nel Jimmy Kimmel Live!. Anche sua zia Chippy (Concetta Potenza) partecipa al suo show. Suo fratello, Jonathan, fa il regista. Sua sorella, Jill, è una comica. Suo figlio, Kevin, lavora come assistente di produzione. Sua figlia Katie invece è una ceramista.

## Carriera

### Carriera radiofonica
Inizia a lavorare nell'industria radiofonica durante il liceo, conducendo un programma domenicale di interviste sulla stazione della sua università. Ottiene il suo primo lavoro pagato nel 1989 come co-conduttore del The Me and Him Show su KZOK-FM a Seattle. Dieci mesi dopo viene licenziato assieme al suo collega e viene nuovamente licenziato un anno dopo dalla WRBQ-FM di Tampa. Kimmel ottiene il suo primo programma su KCMJ di Palm Springs dove convince un giovane Carson Daly a lasciare l'università e diventare un suo stagista. Successivamente passa alla KROQ-FM, a Los Angeles, dove trascorre cinque anni come "Jimmy Il Ragazzo Sportivo" per il programma mattutino di Kevin & Bean. In questo periodo incontra e fa amicizia con un comico in difficoltà chiamato Adam Carolla.

### Comedy Central
Kimmel inizia la sua carriera televisiva come controparte comica di Ben Stein nel game-show Win Ben Stein's Money, che va in onda su Comedy Central nel 1997. La sua arguzia e personalità da "uomo-comune" bilanciavano lo stile monotono e il comportamento falso-borghese di Stein. La combinazione ha fatto guadagnare alla coppia un premio Emmy per il miglior conduttore di game-show.
Nel 1999, nel suo periodo al Win Ben Stein's Money, Kimmel ha co-condotto (con Adam Carolla) e co-prodotto (con Daniel Kellison) The Man Show per Comedy Central. Lascia il Win Ben Stein's Money nel 2001 e viene sostituito dalla comica Nancy Pimental, che viene poi sostituita a sua volta dal cugino di Jimmy, Sal Iacono. Il successo di The Man Show permette a Kimmel, Carolla, e Kellison di creare e produrre, sotto l'insegna di Jackhole Productions, Crank Yankers per Comedy Central e successivamente The Andy Milonakis Show per MTV2.

### Jimmy Kimmel Live!

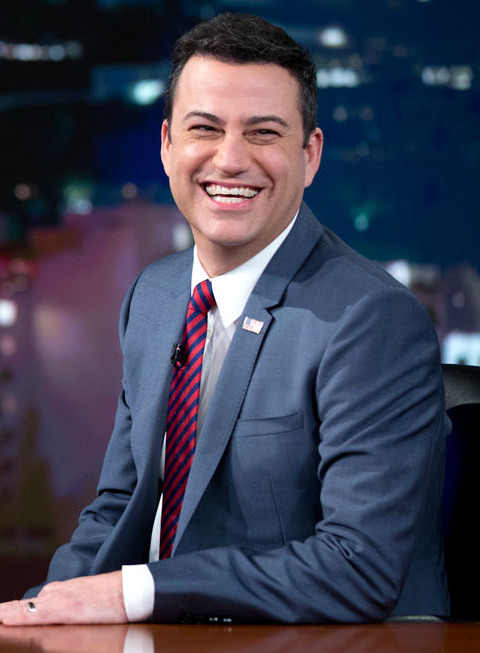
Jimmy Kimmel nel 2015

Nel gennaio 2003 Jimmy Kimmel lascia definitivamente The Man Show per condurre il suo talk show serale, il Jimmy Kimmel Live! su ABC. Nonostante il nome, lo show non è trasmesso in diretta dal 2004, quando non riuscirono a censurare appropriatamente le parolacce dette dall'attore Thomas Jane.
Kimmel solitamente conclude il programma con la frase "Le mie scuse a Matt Damon ma abbiamo esaurito il tempo". Quando poi Matt Damon è realmente andato allo show per essere intervistato, è entrato e si è seduto per poi essere liquidato dopo pochi secondi da Jimmy Kimmel con la frase "Sfortunatamente non abbiamo più tempo, le mie scuse a Matt Damon". Anche se l'attore sembrava arrabbiato, Kimmel successivamente rivela quello essere uno scherzo concordato. Oltre a questo episodio negli anni si sono susseguiti molti botta e risposta ironici tra i due, sia sugli schermi che fuori.
Nell'ottobre 2013, in una nuova parte di programma chiamata "Il tavolo dei bambini", il quale consiste in bambini di cinque e sei anni che discutono sul fallimento del governo statunitense e del debito pubblico, si è verificato un episodio controverso. Quando uno dei bambini ha suggerito di "uccidere tutte le persone in Cina" come modo per risolvere il problema del debito pubblico, Kimmel ha risposto dicendo che era "un'idea interessante" e concludendo in modo scherzoso: “Dovremmo permettere ai Cinesi di vivere?”. L'incidente ha causato discussioni e proteste su internet, anche dal governo cinese. L'emittente ABC si è poi scusata con una lettera aperta. Successivamente, su richiesta di licenziamento del conduttore, il conduttore stesso si è scusato pubblicamente.

### Who Wants To Be A Millionaire?
A gennaio 2020 viene scelto come nuovo conduttore di Who Wants To Be A Millionaire? (edizione americana di Chi vuol essere milionario?) in occasione del ventesimo anniversario del programma e del suo ritorno in prime time su ABC.

### Altri lavori
Kimmel è apparso anche come ospite per quattro anni nella trasmissione sportiva Fox NFL Sunday. Vanta anche numerose apparizioni in altri talk show tra cui The Howard Stern Show, The Ellen DeGeneres Show e il Late Show with David Letterman. È apparso nel The Late Show per cinque volte, l'ultima nel 2010, e nella versione USA di Ballando con le stelle.
Ha condotto molti show-evento come gli American Music Award (cinque volte: 2003, 2004, 2006, 2007 e 2008), Emmy Award (due volte: 2012 e 2016) e gli Academy Award (quattro volte: 2017, 2018, 2023 e 2024).
Ha anche giocato nella squadra di softball All-Star Legends and Celebrity per due volte, nel 2004 e nel 2006, oltre ad averla presentata.
Kimmel ha lavorato in alcuni film di animazione, spesso dando la voce a dei cani. La sua voce è apparsa in Garfield e Road Trip e ha interpretato "Cane della Morte" nei Griffin.

## Influenze
Le più grandi fonti d'ispirazione comica per Jimmy Kimmel sono David Letterman e Howard Stern. Kimmel ha descritto il lavoro di Letterman dicendo: "Il suo show era così strano e diverso, non avevo mai visto niente del genere. Non conoscevo nessuno con quel senso dell'umorismo". Ha anche spesso scherzato dicendo che l'unico motivo per cui è entrato nello show business era per diventare suo amico. E ha anche scritto un pezzo per Time in cui descrive il suo amore per David Letterman.

## Vita privata
Kimmel ha sposato Gina Maddy nel 1988; la coppia ha divorziato nel 2002. Hanno avuto una figlia, Katherine (nata nel 1991), e un figlio, Kevin (nato nel 1993). Ha avuto una relazione con la comica Sarah Silverman dal 2002 fino a che non si sono separati nel marzo 2009.
Ha iniziato a frequentare Molly McNearney, una autrice del Jimmy Kimmel Live, nell'ottobre 2009. Si sono fidanzati nell'agosto 2012 e sposati nel luglio 2013. Il 10 luglio 2014 è nata la loro prima figlia, Jane.
Il secondo figlio, William John, è nato il 21 aprile 2017 con una raro difetto cardiaco congenito, chiamato tetralogia di Fallot. Si è sottoposto con successo a un intervento a tre giorni dalla nascita. I primi ospiti avuti da Jimmy allo show dopo il suo ritorno sono stati il chirurgo e famoso conduttore Mehmet Oz, che ha spiegato la situazione, e lo snowboarder Shaun White, che è nato con la stessa malattia.
Kimmel suona il clarinetto basso. Ha dichiarato pubblicamente di essere narcolettico.
Nel corso delle celebrazioni del 2 giugno 2025 del Consolato Generale d’Italia di Los Angeles ha dichiarato di  aver ottenuto la cittadinanza grazie alla amata nonna Edith, la cui famiglia veniva da Candida, in provincia di Avellino.

## Filmografia

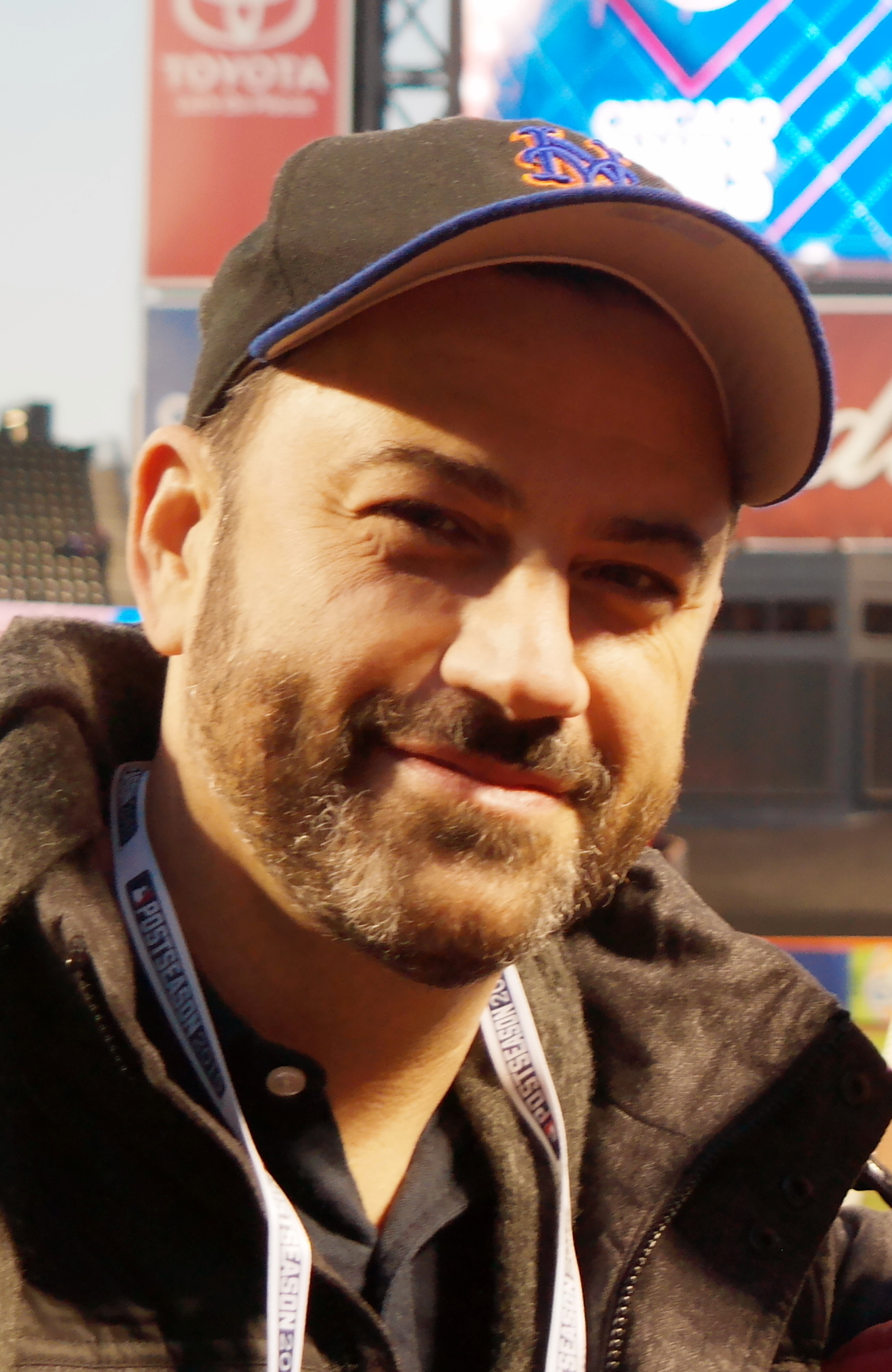
Jimmy Kimmel nel 2018

### Cinema
- Road Trip, regia di Todd Phillips (2000)
- Pazzo di te! (Down to You), regia di Kriss Isaccsson (2000)
- Il sogno di Calvin (Like Mike), regia di John Schultz (2002)
- The Aristocrats, regia di Penn Jillette (2005)
- Hellboy: The Golden Army (Hellbou II: The Golden Army), regia di Guillermo Del Toro (2008)
- Project X - Una festa che spacca (Project X), regia di Nima Nourizadeh (2012)
- Pitch Perfect 2, regia di Elizabeth Banks (2015)
- Ted 2, regia di Seth MacFarlane (2015)
- Sandy Wexler, regia di Steven Brill (2017)
- Brad's Status, regia di Mike White (2017)

### Televisione
- Streghe (Charmed) – serie TV, episodio 2x03 (1999)
- Entourage – serie TV, episodio 1x03 (2004)
- Sesamo apriti (Sesame Street) – serie TV, episodio 42x13 (2011)
- Hot in Cleveland – serie TV, episodio 2x05 (2011)
- Scandal – serie TV, 3 episodi (2012-2016)
- Tim & Eric's Bedtime Stories – serie TV, episodio 1x06 (2014)
- The Middle – serie TV, episodio 6x04 (2014)
- The Grinder – serie TV, episodio 1x10 (2016)
- The Real O'Neals – serie TV, episodio 1x02 (2016)
- Pitch – serie TV, episodio 1x02 (2016)
- Curb Your Enthusiasm – serie TV, episodio 9x01 (2017)
- Un milione di piccole cose (A Million Little Things) – serie TV, episodio 2x15 (2020)

### Programmi televisivi
- MADtv (2002)
- Jimmy Kimmel Live! (2003-in corso)
- American Music Award (2003-2008)
- Kathy Griffin: My Life on the D-List (2006)
- Dancing with the Stars (2006-2008)
- American Idol (2008)
- Premi Emmy 2008 (2008)
- Premi Emmy 2012 (2012)
- Katie (2012-2014)
- Premi Emmy 2016 (2016)
- Premi Oscar 2017 (2017)
- Premi Oscar 2018 (2018)
- Last Week Tonight with John Oliver (2019)
- Together at Home (2020)
- Premi Emmy 2020 (2020)
- Who Wants to Be a Millionaire (2020-2021)
- The Drew Barrymore Show (2021)
- Premi Oscar 2023 (2023)
- Premi Oscar 2024 (2024)

### Doppiatore
- I Griffin (Family Guy) – serie animata, episodio 3x09 (2001)
- Garfield - Il film (Garfield: The Movie), regia di Peter Hewitt (2004)
- Robot Chicken – serie animata, 3 episodi (2006)
- Drawn Together – serie animata, episodi 2x11-2x14 (2006)
- Mostri contro alieni (Monsters vs. Aliens), regia di Conrad Vernon e Rob Letterman (2009)
- Glenn Martin - Dentista da strapazzo (Glenn Martin, DDS) – serie animata, episodio 2x07 (2010)
- I Puffi 2 (The Smurfs 2), regia di Raja Gosnell (2013)
- Baby Boss, regia di Tom McGrath (2017)
- Teen Titans Go! - Il film (Teen Titans Go! To the Movies), regia di Peter Rida Michail e Aaron Horvath (2018)
- Baby Boss 2 - Affari di famiglia (The Boss Baby: Family Business), regia di Tom McGrath (2021)
- PAW Patrol - Il film (PAW Patrol: The Movie), regia di Cal Brunker (2021)

### Video musicali
- Happy di Pharrell Williams
- After Hours di The Weeknd

## Doppiatori italiani
Nelle versioni in italiano delle opere in cui ha recitato, Jimmy Kimmel è stato doppiato da:
- Dimitri Riccio in Scandal (ep.2x01)
- Giorgio Perno in Scandal (ep.4x15 e 5x16)
- Francesco Meoni in Ted 2

Da doppiatore è stato sostituito da:
- Alessandro Budroni in Baby Boss, Baby Boss 2 - Affari di famiglia
- Dario De Rosa in I Puffi 2